# Charles Emil Lewenhaupt
Charles Emil Lewenhaupt, detto il vecchio (Stoccolma, 28 marzo 1691 – Stoccolma, 4 agosto 1743), è stato un generale svedese.
Egli era figlio del generale Carl Gustaf Löwenhaupt e della contessa Amalia Wilhelmina di Königsmarck. All'età di 16 anni si arruolò nell'esercito danese in cui, nel 1709 fu promosso al grado di capitano. L'anno successivo entrò nell'esercito svedese, fu promosso poi tenente colonnello e partecipò alla battaglia di Gadebusch nel 1712 (Grande guerra del Nord). 
Nel 1722 fu promosso maggior generale. Nella dieta svedese del 1741 svolse un ruolo decisivo a favore della guerra contro la Russia, assumendo poi il comando dell'esercito svedese.
Nel corso di questa guerra, il 20 giugno 1743, Lewenhaupt fu condannato a morte a causa della cattiva conduzione delle operazioni belliche, durante le quali la Svezia subì pesanti rovesci ad opera delle forze armate nemiche. L'esecuzione, fissata per il 20 luglio fu posposta al 30 dello stesso mese. Il figlio di Lewenhaupt con alcuni altri tentarono di liberarlo e vi erano quasi riusciti quando egli fu nuovamente arrestato mentre, a bordo di un vascello che navigava nell'arcipelago di fronte a Stoccolma, tentava di raggiungere Danzica. Fu così decapitato pochi giorni dopo.
Nel 1720 aveva sposato Beata Cronhielm, dalla quale ebbe l'unico figlio, Charles Emil Lewenhaupt (detto il giovane, 1721 – 1796).